# Butterfly (filme de 1982)
Butterfly é um filme de drama policial independente americano de 1982, co-escrito e dirigido por Matt Cimber, baseado no romance de 1947, The Butterfly, de James M. Cain. O elenco principal inclui Stacy Keach, Pia Zadora, Lois Nettleton, Ed McMahon, James Franciscus, Edward Albert e Orson Welles. A trilha sonora original foi composta por Ennio Morricone. O filme foi financiado pelo marido de Zadora, o multimilionário israelense Meshulam Riklis, a um custo estimado de US $ 3,5 milhões.
Recebeu 10 indicações para o Golden Raspberry Awards de 1982, incluindo "Pior fotografia", com Zadora ganhando "Pior atriz" e "Pior Nova Estrela", e McMahon ganhando "Pior Ator Coadjuvante". Mesmo assim, Zadora ganhou o prêmio de "Melhor Revelação Feminina" no Globo de Ouro por seu papel, sobre Elizabeth McGovern e Kathleen Turner. Isso ocorreu depois que seu marido mandou membros da Hollywood Foreign Press Association para Las Vegas para ouvir Zadora cantar, produzindo acusações de que o prêmio havia sido "comprado". A interpretação do juiz Rauch por Orson Welles foi indicada para Pior Ator Coadjuvante no Golden Raspberry Awards e Melhor Ator Coadjuvante em um Filme no Globo de Ouro.

## Enredo
Em 1937, em uma pequena cidade de mineração na fronteira entre Nevada e Arizona, Jess Tyler é o zelador de uma mina de prata não utilizada. Sua esposa, Belle Morgan, o abandonou 10 anos antes e levou suas filhas, Janey e Kady, com ela quando esta fugiu com outro homem, Moke Blue. Kady, de 17 anos, aparece na casa de Jess, contando que sua mãe, Belle, administra um bordel e que um dos clientes engravidou Kady de um filho, Danny. O pai de Danny, Wash Gillespie, é filho do rico proprietário da mina que se recusou a casar com ela. Kady está com fome de dinheiro e voltou para casa para roubar prata da mina. Jess, inicialmente se opondo a roubar prata da mina, cede e diz que eles podem levar pequenas sobras depois dela o seduzir. Eles trabalham juntos na mina. Depois, enquanto Kady toma banho, Jess acaba fazendo uma massagem, mas para antes de fazer sexo.
Logo depois, Wash chega na cidade e pede Kady em casamento e ela aceita. Sofrendo de tuberculose severa, Belle chega com Blue e um amigo em comum, Ed Lamey, para comemorar o noivado de Wash. Blue insinua que sabe do roubo e, enquanto os outros estão fora de casa, Belle o esfaqueia com um alfinete de chapéu. Jess percebe que Ed deve ter testemunhado o roubo e contado a Blue. Jess corre para a mina, onde Blue está pilhando freneticamente por prata e o provoca. Jess vê uma marca de nascença perto de seu umbigo que é semelhante a uma do bebê Danny e pensa que Blue é o pai de Danny. Enfurecido, Jess atira nele. Antes de Jess o deixar para morrer, Blue revela que Kady é sua filha.
Voltando para os Gillespies, Jess mente e diz a eles que Danny é filho de Blue. Wash decide romper o noivado, mas Jess o impede de falar com Kady sobre isso. Quando Wash não chega no dia do casamento, ela, desanimada, recorre a seu plano original de roubar a prata. Ela vai para a mina com Jess, onde os dois fazem sexo enquanto Ed observa. A polícia sai com mandados de prisão de Jess e Kady, e eles são acusados de incesto.
Em uma audiência, o juiz Rauch chamou isso de "um crime contra a natureza, chocante e repulsivo a todo senso básico de propriedade, decência e boa cidadania". Jess se declara culpado, dizendo que ele a forçou, para que Kady não fosse punida. Jess é condenada a 10 anos de prisão, mas Kady se opõe, dizendo que ela nunca foi forçada, e o juiz a ameaça com reformatório e 10 anos de prisão, além de Danny ir para a tutela do estado. Jess revela que Moke Blue é seu pai verdadeiro e a prova disso é a marca de nascença "borboleta". Ed revela que é meio-irmão de Moke Blue e tem a mesma marca de nascença e não contou a ela por causa da prata. O caso está encerrado.
Wash está esperando do lado de fora do tribunal por Kady, que percebe o que Jess fez e fica com raiva, mas rapidamente o perdoa. Kady diz a Jess que o ama, mas de forma diferente de como ela ama Wash. Ela escolhe Wash por causa da vida que ele pode fornecer para Danny.[carece de fontes?]

## Elenco
- Stacy Keach como Jess Tyler
- Pia Zadora como Kady Tyler
- Lois Nettleton como Belle Morgan
- Edward Albert como Wash Gillespie
- James Franciscus como Moke Blue
- Orson Welles como Judge Rauch
- Stuart Whitman como Reverend Rivers
- Ed McMahon como Mr. Gillespie
- June Lockhart como Helen Gillespie
- Ann Dane como Janey Tyler
- George Buck Flower como Ed Lamey
- John O'Conner White como Billy Roy
- Paul Hampton como Norton
- Peter Jason como Allen